# Futsal-Bundesliga 2022/23
Die Futsal-Bundesliga-Saison 2022/23 war die zweite Spielzeit der höchsten deutschen Spielklasse im Futsal der Männer. Die Saison begann am 3. September 2022 mit dem ersten Spieltag und endete am 19. März 2023. Anschließend folgten die Meisterschafts-Play-off und Relegation.

## Teilnehmer
Für die Futsal-Bundesliga 2022/23 sind folgende Mannschaften sportlich qualifiziert:
- Die acht besten Mannschaften der Futsal-Bundesliga 2021/22:
  -  Stuttgarter Futsal Club (M)
  -  HOT 05 Futsal
  -  TSV Weilimdorf
  -  HSV-Panthers
  -  MCH Futsal Club Bielefeld
  -  Wakka Eagles Futsal
  -  Fortuna Düsseldorf
  -  FC Penzberg
- Sieger der Relegationsspiele zwischen dem Neunten der Futsal-Bundesliga 2021/22 und den Meistern der Futsal-Regionalligen 2021/22:
  -  Jahn Regensburg Futsal
  -  FC St. Pauli

## Spielstätten
| Team                      | Stadt                | Halle                              |
| ------------------------- | -------------------- | ---------------------------------- |
| MCH Futsal Club Bielefeld | Bielefeld-Sennestadt | Sporthalle Sennestadt Süd          |
| Fortuna Düsseldorf        | Düsseldorf           | Comenius Gymnasium                 |
| Fortuna Düsseldorf        | Düsseldorf           | Castello Düsseldorf                |
| HSV-Panthers              | Hamburg              | CU-Arena                           |
| HSV-Panthers              | Hamburg              | Sporthalle Wandsbek                |
| Wakka Eagles Futsal       | Hamburg              | CU-Arena                           |
| Wakka Eagles Futsal       | Hamburg              | Sporthalle Wandsbek                |
| FC St. Pauli              | Hamburg              | Sporthalle Kerschensteinerstraße   |
| FC St. Pauli              | Hamburg              | CU-Arena                           |
| HOT 05 Futsal             | Hohenstein-Ernstthal | Hot-Sportzentrum                   |
| FC Penzberg               | Penzberg             | Sporthalle am Wellenbad            |
| Jahn Regensburg Futsal    | Regensburg           | Städtische Dreifachsporthalle Nord |
| Jahn Regensburg Futsal    | Regensburg           | Clermont-Ferrand-Halle Regensburg  |
| Jahn Regensburg Futsal    | Regensburg           | Tangrintelhalle Hemau              |
| Stuttgarter Futsal Club   | Stuttgart            | Sporthalle Freiberg                |
| Stuttgarter Futsal Club   | Stuttgart            | Sporthalle Hedelfingen             |
| Stuttgarter Futsal Club   | Stuttgart            | Scharrena                          |
| TSV Weilimdorf            | Stuttgart            | Sporthalle Solitude-Gymnasium      |

## Statistiken

### Abschlusstabelle
| Pl.             | Verein                      | Sp. | S  | U | N  | Tore    | Diff. | Punkte |
| --------------- | --------------------------- | --- | -- | - | -- | ------- | ----- | ------ |
| 1.              | Stuttgarter Futsal Club (M) | 18  | 16 | 1 | 1  | 123:350 | +88   | 49     |
| 2.              | HOT 05 Futsal               | 18  | 16 | 1 | 1  | 106:260 | +80   | 49     |
| 3.              | TSV Weilimdorf              | 18  | 12 | 1 | 5  | 108:620 | +46   | 37     |
| 4.              | Jahn Regensburg Futsal (N)  | 18  | 11 | 2 | 5  | 064:530 | +11   | 35     |
| 5.              | HSV-Panthers                | 18  | 8  | 0 | 10 | 069:610 | +8    | 24     |
| 6.              | Fortuna Düsseldorf          | 18  | 5  | 4 | 9  | 046:570 | −11   | 19     |
| 7.              | FC St. Pauli (N)            | 18  | 6  | 1 | 11 | 057:920 | −35   | 19     |
| 8.              | MCH Futsal Club Bielefeld   | 18  | 4  | 3 | 11 | 047:800 | −33   | 15     |
| 9.              | Wakka Eagles Futsal         | 18  | 4  | 0 | 14 | 051:114 | −63   | 12     |
| 10.             | FC Penzberg                 | 18  | 1  | 1 | 16 | 050:141 | −91   | 04     |
| Stand: Endstand |                             |     |    |   |    |         |       |        |

Zum Ende der Gruppenphase 2022/23:
Zum Saisonende 2021/22:
| (M) | Deutscher Futsal-Meister: Stuttgarter Futsal Club                                                         |
| (N) | Sieger der Relegation und Aufsteiger aus der Futsal-Regionalliga: Jahn Regensburg Futsal und FC St. Pauli |

### Kreuztabelle
Die Kreuztabelle stellt die Ergebnisse aller Spiele dieser Saison dar. Die Heimmannschaft ist in der linken Spalte, die Gastmannschaft in der oberen Zeile aufgelistet.
| 2022/23                   | SFC   | HOT 05 Futsal | TSV Weilimdorf | HSV-Panthers | MCH Futsal Club Bielefeld | Wakka Eagles Futsal | Fortuna Düsseldorf | FC Penzberg | Jahn Regensburg Futsal | FC St. Pauli |
| ------------------------- | ----- | ------------- | -------------- | ------------ | ------------------------- | ------------------- | ------------------ | ----------- | ---------------------- | ------------ |
| Stuttgarter Futsal Club   |       | 4:2           | 8:1            | 3:1          | 4:2                       | 13:2                | 2:1                | 16:2        | 7:2                    | 11:3         |
| HOT 05 Futsal             | 5:0N  |               | 4:2            | 4:1          | 7:0                       | 16:4                | 5:1                | 11:0        | 1:1                    | 4:3          |
| TSV Weilimdorf            | 3:4   | 3:6           |                | 11:4         | 8:0                       | 8:3                 | 3:3                | 14:3        | 8:7                    | 13:1         |
| HSV-Panthers              | 1:5   | 1:5           | 3:2            |              | 5:1                       | 8:0                 | 5:1                | 10:3        | 2:3                    | 3:1          |
| MCH Futsal Club Bielefeld | 3:7   | 0:5           | 4:7            | 4:2          |                           | 3:2                 | 3:4                | 5:1         | 3:4                    | 3:5          |
| Wakka Eagles Futsal       | 1:13W | 0:7           | 1:4            | 1:4          | 2:6                       |                     | 0:2                | 10:3        | 0:5                    | 4:3          |
| Fortuna Düsseldorf        | 3:3   | 1:2           | 1:4            | 4:2          | 4:4                       | 4:8                 |                    | 4:3         | 0:3                    | 2:0          |
| FC Penzberg               | 1:12  | 2:10          | 4:5            | 3:11         | 7:3                       | 5:6                 | 2:6                |             | 1:2                    | 5:6          |
| Jahn Regensburg Futsal    | 1:3   | 1:2           | 0:5U           | 6:3          | 7:3                       | 5:3                 | 5:4                | 4:4         |                        | 3:2          |
| FC St. Pauli              | 1:8   | 2:10          | 6:7            | 4:3          | 2:2                       | 5:4                 | 5:4                | 6:1         | 2:5                    |              |
| Stand: Endstand           |       |               |                |              |                           |                     |                    |             |                        |              |

| N | Nicht Antritt                                 |
| U | Sportgerichtsurteil                           |
| W | Spielabbruch und Wertung nach der 1. Halbzeit |

## Meisterschafts-Playoffs
- Die Mannschaft mit der besseren Platzierung nach der Gruppenphase hat im Rückspiel Heimrecht.
- Das Finale findet bei der Mannschaft mit der besseren Platzierung nach der Gruppenphase statt.

|  | Viertelfinale | Viertelfinale             | Viertelfinale          | Viertelfinale |   |                         | Halbfinale             | Halbfinale | Halbfinale | Halbfinale |  |  | Finale | Finale | Finale |
|  |               |                           |                        |               |   |                         |                        |            |            |            |  |  |        |        |        |
|  | 1             | Stuttgarter Futsal Club   | 6                      | 4             |   |                         |                        |            |            |            |  |  |        |        |        |
|  | 8             | MCH Futsal Club Bielefeld | 3                      | 5             |   |                         |                        |            |            |            |  |  |        |        |        |
|  | 8             | MCH Futsal Club Bielefeld | 3                      | 5             | 1 | Stuttgarter Futsal Club | 1                      | 4          |            |            |  |  |        |        |        |
|  |               |                           |                        |               | 1 | Stuttgarter Futsal Club | 1                      | 4          |            |            |  |  |        |        |        |
|  |               | 4                         | Jahn Regensburg Futsal | 4             | 2 |                         |                        |            |            |            |  |  |        |        |        |
|  | 4             | 4                         | Jahn Regensburg Futsal | 4             | 2 | Jahn Regensburg Futsal  | 0                      | 4          |            |            |  |  |        |        |        |
|  | 4             |                           |                        |               |   | Jahn Regensburg Futsal  | 0                      | 4          |            |            |  |  |        |        |        |
|  | 5             | HSV-Panthers              | 0                      | 0             |   |                         |                        |            |            |            |  |  |        |        |        |
|  |               |                           |                        |               |   | 4                       | Jahn Regensburg Futsal | 4          |            |            |  |  |        |        |        |
|  |               | 2                         | HOT 05 Futsal          | 0             |   |                         |                        |            |            |            |  |  |        |        |        |
|  | 2             | HOT 05 Futsal             | 7                      | 8             |   |                         |                        |            |            |            |  |  |        |        |        |
|  | 7             | FC St. Pauli              | 1                      | 0             |   |                         |                        |            |            |            |  |  |        |        |        |
|  | 7             | FC St. Pauli              | 1                      | 0             | 2 | HOT 05 Futsal           | 2                      | 4          |            |            |  |  |        |        |        |
|  |               |                           |                        |               | 2 | HOT 05 Futsal           | 2                      | 4          |            |            |  |  |        |        |        |
|  |               | 3                         | TSV Weilimdorf         | 2             | 0 |                         |                        |            |            |            |  |  |        |        |        |
|  | 3             | 3                         | TSV Weilimdorf         | 2             | 0 | TSV Weilimdorf          | 3                      | 4          |            |            |  |  |        |        |        |
|  | 3             |                           |                        |               |   | TSV Weilimdorf          | 3                      | 4          |            |            |  |  |        |        |        |
|  | 6             | Fortuna Düsseldorf        | 1                      | 4             |   |                         |                        |            |            |            |  |  |        |        |        |

## Relegation

### Teilnehmer aus den Regionalverbänden
Neben dem Neuntplatzierten der abgelaufenen Futsal-Bundesliga-Saison, Wakka Eagles Futsal, nehmen die fünf Meister der Regionalligen an der Relegation teil.
| Nord              | Nordost         | West                 | Südwest        | Süd      |
| Sparta Futsal HSC | FC Liria Berlin | Futsal Panthers Köln | TSG 1846 Mainz | OFC/Pars |

### Gruppe 1

#### Tabelle
| Pl.             | Verein                                        | Sp. | S | U | N | Tore    | Diff. | Punkte |
| --------------- | --------------------------------------------- | --- | - | - | - | ------- | ----- | ------ |
| 1.              | OFC/Pars (Meister Regionalliga Süd)           | 4   | 4 | 0 | 0 | 026:700 | +19   | 12     |
| 2.              | TSG 1846 Mainz (Meister Regionalliga Südwest) | 4   | 1 | 1 | 2 | 005:170 | −12   | 04     |
| 3.              | Wakka Eagles Futsal (Neunter der Bundesliga)  | 4   | 0 | 1 | 3 | 009:160 | −7    | 01     |
| Stand: Endstand |                                               |     |   |   |   |         |       |        |

#### Kreuztabelle
| Gruppe 1            | Wakka Eagles Futsal | Kickers Offenbach | MAI |
| ------------------- | ------------------- | ----------------- | --- |
| Wakka Eagles Futsal |                     | 3:7               | 2:3 |
| OFC/Pars            | 5:3                 |                   | 4:1 |
| TSG 1846 Mainz      | 1:1                 | 0:10              |     |
| Stand: Endstand     |                     |                   |     |

### Gruppe 2

#### Tabelle
| Pl.             | Verein                                           | Sp. | S | U | N | Tore    | Diff. | Punkte |
| --------------- | ------------------------------------------------ | --- | - | - | - | ------- | ----- | ------ |
| 1.              | FC Liria Berlin (Meister Regionalliga Nordost)   | 4   | 3 | 0 | 1 | 014:110 | +3    | 09     |
| 2.              | Futsal Panthers Köln (Meister Regionalliga West) | 4   | 2 | 0 | 2 | 012:900 | +3    | 06     |
| 3.              | Sparta Futsal HSC (Meister Regionalliga Nord)    | 4   | 1 | 0 | 3 | 012:180 | −6    | 03     |
| Stand: Endstand |                                                  |     |   |   |   |         |       |        |

#### Kreuztabelle
| Gruppe 2             | FC Liria Berlin | KÖL | Sparta Futsal HSC |
| -------------------- | --------------- | --- | ----------------- |
| FC Liria Berlin      |                 | 2:1 | 6:1               |
| Futsal Panthers Köln | 2:3             |     | 5:1               |
| Sparta Futsal HSC    | 7:3             | 3:4 |                   |
| Stand: Endstand      |                 |     |                   |